# Mike Hammer (Fernsehserie, 1984)/Episodenliste
Diese Episodenliste enthält alle Episoden der US-amerikanischen Fernsehserien Mike Hammer (Mickey Spillane’s Mike Hammer) und The New Mike Hammer, sortiert nach der US-amerikanischen Erstausstrahlung. Zwischen 1984 und 1987 entstanden in zwei Serien drei Staffeln mit insgesamt 46 Episoden, die jeweils etwa 45 Minuten lang sind.

## Übersicht
| Staffel | Episodenanzahl | Erstausstrahlung USA | Erstausstrahlung USA | Deutschsprachige Erstausstrahlung | Deutschsprachige Erstausstrahlung |
| Staffel | Episodenanzahl | Staffelpremiere      | Staffelfinale        | Staffelpremiere                   | Staffelfinale                     |
| ------- | -------------- | -------------------- | -------------------- | --------------------------------- | --------------------------------- |
| 1       | 10             | 28. Januar 1984      | 14. April 1984       | 14. Januar 1987                   | 18. März 1987                     |
| 2       | 14             | 29. September 1984   | 12. Januar 1985      | 25. März 1987                     | 27. Mai 1987                      |
| 3       | 22             | 27. September 1986   | 13. Mai 1987         | 6. Januar 1988                    | 4. Mai 1988                       |

## Erste Filme
Der ersten „Mike-Hammer“-Serie mit Stacy Keach in der Titelrolle Mike Hammer waren bereits zwei Fernsehfilme von Regisseur Gary Nelson vorausgegangen: Mike Hammer – Mord auf Abruf (OT: Murder Me, Murder You), der in den Vereinigten Staaten am 9. April 1983 auf CBS und im deutschsprachigen Raum am 11. Juli 1991 auf Sat.1 erstausgestrahlt wurde und Mike Hammer – Ein Mord ist nicht genug (OT: More Than Murder), der in den Vereinigten Staaten am 26. Januar 1984 auf CBS und im deutschsprachigen Raum am 11. Januar 1987 auf Sat.1 erstausgestrahlt wurde.

## Erste Serie (Staffel 1)
Die Erstausstrahlung der ersten Staffel der ersten Serie erfolgte vom 28. Januar bis zum 14. April 1984 auf dem US-amerikanischen Sender CBS. Die deutschsprachige Erstausstrahlung fand vom 14. Januar bis zum 18. März 1987 auf dem Sender Sat.1 statt, wobei die Serie schon am 11. Januar 1987 mit der Folge Mord ist Privatsache der zweiten Staffel gestartet wurde.
| Nr. (ges.) | Nr. (St.) | Deutscher Titel         | Originaltitel             | Erstausstrahlung USA | Deutschsprachige Erstausstrahlung (D) | Regie               | Drehbuch                                                         |
| ---------- | --------- | ----------------------- | ------------------------- | -------------------- | ------------------------------------- | ------------------- | ---------------------------------------------------------------- |
| 1          | 1         | Der letzte Vorhang      | 24 Karat Dead             | 28. Jan. 1984        | 18. Feb. 1987                         | Paul Krasny         | Bill Froehlich & Mark Lisson                                     |
| 2          | 2         | Asche zu Asche          | Hot Ice                   | 4. Feb. 1984         | 14. Jan. 1987                         | Bernard L. Kowalski | Frank Abatemarco                                                 |
| 3          | 3         | Das Komitee             | Seven Dead Eyes           | 11. Feb. 1984        | 11. Feb. 1987                         | James Frawley       | Joe Gores                                                        |
| 4          | 4         | Eine kurze Karriere     | Vickie’s Song             | 18. Feb. 1984        | 21. Jan. 1987                         | Michael Preece      | Joseph Gunn                                                      |
| 5          | 5         | Spione                  | Shots in the Dark         | 3. März 1984         | 25. Feb. 1987                         | Michael Preece      | Frank Abatemarco, Bill Froehlich & Mark Lisson Idee: Larry Gross |
| 6          | 6         | Tödliche Münzen         | Dead on a Dime            | 10. März 1984        | 4. März 1987                          | Arnold Laven        | B.W. Sandefur                                                    |
| 7          | 7         | Tödliche Falle: Sex     | Sex Trap                  | 24. März 1984        | 18. März 1987                         | James Frawley       | B.W. Sandefur & Fred A. Wyler                                    |
| 8          | 8         | Der Mann im Hintergrund | Negative Image            | 31. März 1984        | 28. Jan. 1987                         | Leo Penn            | George Lee Marshall                                              |
| 9          | 9         | Blüten ohne Duft        | The Perfect Twenty        | 7. Apr. 1984         | 4. Feb. 1987                          | John Patterson      | Joe Viola                                                        |
| 10         | 10        | Tod in Samt und Seide   | Satan, Cyanide and Murder | 14. Apr. 1984        | 11. März 1987                         | Michael Preece      | Stephen Downing & Fred A. Wyler                                  |

## Erste Serie (Staffel 2)
Die Erstausstrahlung der zweiten Staffel der ersten Serie erfolgte vom 29. September 1984 bis zum 12. Januar 1985 auf dem US-amerikanischen Sender CBS. Die deutschsprachige Erstausstrahlung fand vom 25. März bis zum 27. Mai 1987 auf dem Sender Sat.1 statt, wobei die Folge Mord ist Privatsache schon am 11. Januar 1987 gesendet wurde. Die Folgen 3, 5 und 10 erschienen erst 1990 auf Sat.1.
| Nr. (ges.) | Nr. (St.) | Deutscher Titel                 | Originaltitel         | Erstausstrahlung USA | Deutschsprachige Erstausstrahlung (D) | Regie                | Drehbuch                                               |
| ---------- | --------- | ------------------------------- | --------------------- | -------------------- | ------------------------------------- | -------------------- | ------------------------------------------------------ |
| 11         | 1         | Spiel mit dem Feuer             | Torch Song            | 29. Sep. 1984        | 8. Apr. 1987                          | James Frawley        | Sy Salkowitz                                           |
| 12         | 2         | Der lautlose Tod                | Too Young to Die      | 6. Okt. 1984         | 1. Apr. 1987                          | Russ Mayberry        | Ed Scharlach                                           |
| 13         | 3         | Ausflug nach Brooklyn           | Kill Devil            | 13. Okt. 1984        | 31. Okt. 1990                         | Russ Mayberry        | B.W. Sandefur                                          |
| 14         | 4         | Tödliches Puzzle                | Catfight              | 20. Okt. 1984        | 25. März 1987                         | Christian I. Nyby II | Stephen Kandel & Stephen J. Cannell                    |
| 15         | 5         | Auf dem Kriegspfad              | Warpath               | 27. Okt. 1984        | 7. Nov. 1990                          | James Frawley        | Sy Salkowitz                                           |
| 16         | 6         | Mehr als nur ein Football-Profi | Bonecrunch            | 3. Nov. 1984         | 15. Apr. 1987                         | Michael Preece       | Stephen Kandel                                         |
| 17         | 7         | Die Dame sticht                 | Dead Card Down        | 10. Nov. 1984        | 29. Apr. 1987                         | Leo Penn             | B.W. Sandefur                                          |
| 18         | 8         | Der importierte Tod             | The Deadly Prey       | 10. Nov. 1984        | 22. Apr. 1987                         | Paul Stanley         | B.W. Sandefur                                          |
| 19         | 9         | Mord ist Privatsache            | A Death in the Family | 24. Nov. 1984        | 11. Jan. 1987                         | Ray Danton           | B.W. Sandefur Idee: Marvin Kupfer                      |
| 20         | 10        | Das Primus-Kartell              | Cold Target           | 1. Dez. 1984         | 16. Mai 1990                          | Jon C. Andersen      | Bill Sandefur & Duke Sandefur                          |
| 21         | 11        | Wirklich ein sinnloser Mord?    | A Bullet for Benny    | 8. Dez. 1984         | 6. Mai 1987                           | Ray Danton           | Paul Bernbaum & Jack B. Sowards Idee: Chester Krumholz |
| 22         | 12        | Der tote Killer                 | Dead Man’s Run        | 29. Dez. 1984        | 13. Mai 1987                          | Michael Preece       | B.W. Sandefur                                          |
| 23         | 13        | Tödliche Probe                  | Firestorm             | 5. Jan. 1985         | 20. Mai 1987                          | Cliff Bole           | Stephen Kandel                                         |
| 24         | 14        | Der Mörder mit der Maske        | Deadly Reunion        | 12. Jan. 1985        | 27. Mai 1987                          | Sutton Roley         | B.W. Sandefur Idee: Jay Bernstein                      |

## Mike Hammer – Kidnapping in Hollywood
Es folgte Ray Dantons Fernsehfilm Mike Hammer – Kidnapping in Hollywood (OT: The Return of Mickey Spillane’s Mike Hammer), der in den Vereinigten Staaten am 18. April 1986 auf CBS und im deutschsprachigen Raum am 4. Januar 1988 auf Sat.1 erstausgestrahlt wurde. Er war der Auftakt der zweiten „Mike-Hammer“-Serie mit Stacy Keach in der Titelrolle The New Mike Hammer, die oft als dritte Staffel zu Mike Hammer gezählt wird.

## Zweite Serie (The New Mike Hammer/Staffel 3)
Die Erstausstrahlung von The New Mike Hammer bzw. der dritten Staffel erfolgte vom 27. September 1986 bis zum 13. Mai 1987 auf dem US-amerikanischen Sender CBS. Die deutschsprachige Erstausstrahlung fand vom 6. Januar bis zum 4. Mai 1988 auf dem Sender Sat.1 statt, wobei nicht alle Folgen gesendet wurden. Die Folgen 4, 11, 15, 20 und 22 wurden erst 1990 auf Sat.1 gezeigt. Die Folge 5 erst 1999 auf Kabel eins.
| Nr. (ges.) | Nr. (St.) | Deutscher Titel               | Originaltitel                | Erstausstrahlung USA | Deutschsprachige Erstausstrahlung (D) | Regie               | Drehbuch                                                     |
| ---------- | --------- | ----------------------------- | ---------------------------- | -------------------- | ------------------------------------- | ------------------- | ------------------------------------------------------------ |
| 25         | 1         | Rollentausch                  | Deirdre                      | 27. Sep. 1986        | 6. Jan. 1988                          | Herman Miller       |                                                              |
| 26         | 2         | Alte Liebe rostet nicht       | Dead Pigeon                  | 4. Okt. 1986         | 13. Jan. 1988                         | Bruce Kessler       | Fred Freiberger                                              |
| 27         | 3         | Zwei Witwen                   | Golden Lady                  | 11. Okt. 1986        | 20. Jan. 1988                         | Ray Danton          | Duke Sandefur                                                |
| 28         | 4         | Mikes Baby                    | Mike’s Baby                  | 18. Okt. 1986        | 28. Feb. 1990                         | Bruce Kessler       | B.W. Sandefur                                                |
| 29         | 5         | Damen und Diamanten           | To Kill a Friend             | 5. Nov. 1986         | 23. März 1999                         | Don Weis            | B.W. Sandefur                                                |
| 30         | 6         | Sex für den Staatsanwalt      | Mistress for the Prosecution | 12. Nov. 1986        | 3. Feb. 1988                          | Bruce Kessler       | Arthur Ginsberg                                              |
| 31         | 7         | Blinde Liebe                  | Harlem Nocturne              | 26. Nov. 1986        | 10. Feb. 1988                         | Ray Danton          | Howard Berk Idee: Ray Danton & Ed Scharlach                  |
| 32         | 8         | Tödliche Karten               | Murder in the Cards          | 3. Dez. 1986         | 17. Feb. 1988                         | Don Weis            | Fred A. Wyler Idee: Jay Bernstein & S.S. Schweitzer          |
| 33         | 9         | Fahrt in den Tod              | Requiem for Billy            | 10. Dez. 1986        | 24. Feb. 1988                         | Sigmund Neufeld Jr. | Herman Miller                                                |
| 34         | 10        | Der Zweck heiligt den Mord    | Little Miss Murder           | 7. Jan. 1987         | 2. März 1988                          | John Herzfeld       | Jay Bernstein Idee: Ed Scharlach                             |
| 35         | 11        | Mike Hammer jagt John Doe     | To Kill John Doe             | 21. Jan. 1987        | 7. März 1990                          | Howard Berk         |                                                              |
| 36         | 12        | Das Tagebuch eines Stars      | Elegy for a Tramp            | 28. Jan. 1987        | 9. März 1988                          | Jon C. Andersen     | B.W. Sandefur                                                |
| 37         | 13        | Sein letzter Wille            | Body Shot                    | 4. Feb. 1987         | 16. März 1988                         | David Jackson       | Samm-Art Williams Idee: Ray Danton                           |
| 38         | 14        | Tod einer Novizin             | Who Killed Sister Lorna?     | 11. Feb. 1987        | 23. März 1988                         | Frank Beascoechea   | Judy Burns                                                   |
| 39         | 15        | Tödliche Mode                 | Deadly Collection            | 25. Feb. 1987        | 10. Okt. 1990                         | David Hemmings      | Nancy Ann Miller Idee: James Schmerer                        |
| 40         | 16        | Gefährliche Wettleidenschaft  | Green Blizzard               | 4. März 1987         | 6. Apr. 1988                          | Thomas J. Wright    | Don Balluck                                                  |
| 41         | 17        | Aller Anfang ist Mord         | The Last Laugh               | 18. März 1987        | 13. Apr. 1988                         | David Jackson       | Arthur Ginsberg                                              |
| 42         | 18        | Tod im Parkhaus               | Lady Killer                  | 25. März 1987        | 20. Apr. 1988                         | Paul Lynch          | Edward Di Lorenzo & Nancy Ann Miller Idee: Edward Di Lorenzo |
| 43         | 19        | Mikes ungewöhnliche Heirat    | Mike Gets Married            | 15. Apr. 1987        | 27. Apr. 1988                         | Charles Braverman   | Paul Diamond                                                 |
| 44         | 20        | Blinde Angst                  | A Blinding Fear              | 29. Apr. 1987        | 23. Mai 1990                          | Stacy Keach         | Stephen Lord Idee: Jay Bernstein                             |
| 45         | 21        | Eine millionenschwere Tochter | Green Lipstick               | 6. Mai 1987          | 4. Mai 1988                           | Ted Lange           | Gregory S. Dinallo                                           |
| 46         | 22        | Der geheimnisvolle Mr. Flynn  | A Face in the Night          | 13. Mai 1987         | 30. Mai 1990                          |                     |                                                              |

## Mike Hammer – Mädchen, Morde und Moneten
Am 21. Mai 1989 erschien in den Vereinigten Staaten auf dem Sender CBS John Nicolellas Fernsehfilm Mike Hammer – Mädchen, Morde und Moneten (OT: Mike Hammer: Murder Takes All). Im deutschsprachigen Raum wurde er erstmals am 29. Mai 2007 auf dem Sender Das Vierte gezeigt.